# نادي ميرناف بنجاب
نادي ميرناف بنجاب هو نادي كرة قدم هندي تأسس عام 2005  يلعب في الدوري الهندي للمحترفين

## المشاركات
كأس الاتحاد الآسيوي 